# Joachim Mbadu
Joachim Mbadu Kikhela Kupika (ur. 10 marca 1932 w Phuka Kumbi, zm. 12 marca 2019 w Kinszasie) – duchowny rzymskokatolicki z Demokratycznej Republiki Konga, w latach 1975-2001 biskup Boma.

## Życiorys
Święcenia kapłańskie przyjął 12 kwietnia 1959. 30 stycznia 1975 został prekonizowany biskupem koadiutorem Boma ze stolicą tytularną Zica. Sakrę biskupią otrzymał 17 sierpnia 1975. 22 listopada 1975 objął urząd ordynariusza. 21 maja 2001 zrezygnował z pełnionej funkcji i został mianowany biskupem tytularnym Belesasa.